# USS Stockton (DD-73)
USS Stockton (DD-73) – amerykański niszczyciel typu Caldwell będący w służbie United States Navy w czasie I wojny światowej. W czasie II wojny światowej służył w Royal Navy pod nazwą HMS Ludlow. Nazwa okrętu pochodziła od komandora Roberta Stocktona (1795–1866).

## Służba jako USS Stockton
Stępkę okrętu położono 16 października 1916 w stoczni William Cramp & Sons w Filadelfii. Zwodowano go 17 lipca 1917, matką chrzestną była Ellen Emelie De Martelly. Jednostka weszła do służby 26 listopada 1917, pierwszym dowódcą został Comdr. H. A. Baldridge.
„Stockton” spędził ostatni rok I wojny światowej pełniąc służbę eskorty konwojów i okrętu ZOP operując z bazy w Queenstown w Irlandii. W tym czasie walczył przynajmniej jeden raz z wrogim U-Bootem. 30 marca 1918, okręt wraz z „Ericsson” (Destroyer No. 56) eskortował transportowiec wojska „St. Paul” na trasie Queenstown-Liverpool. W czasie rejsu „Ericsson” otworzył ogień do niemieckiego okrętu podwodnego. Zanurzony wróg wystrzelił torpedę w kierunku „Stocktona” prawie natychmiast potem. Niszczyciel jednak wymanewrował zbliżające się zagrożenie. Dwa niszczyciele zrzuciły bomby głębinowe, ale podwodniakowi udało się uniknąć ataku i uciekł. Później tej samej nocy niszczyciel zderzył się ze statkiem SS „Slieve Bloom” w pobliżu South Sark Light. Niszczyciel dotarł do portu w Liverpool, statek natomiast zatonął.

## Służba jako HMS Ludlow
"Stockton" wrócił do Stanów Zjednoczonych w 1919 i przez trzy lata pełnił dalszą służbę we flocie. 26 czerwca 1922 został wycofany ze służby i zakotwiczony w Filadelfii. "Stockton" został ponownie włączony do służby 16 sierpnia 1940 i przeprowadzony do Halifaksu. Tam został wycofany ze służby amerykańskiej 23 grudnia i przekazany Wielkiej Brytanii zgodnie z porozumieniem "niszczyciele za bazy".
Okręt służył w Royal Navy jako HMS "Ludlow" do czasu wycofania ze służby w czerwcu 1945. Po wycofaniu stary niszczyciel został 15 lipca 1945 wyrzucony na plażę w pobliżu Fidra Island, Firth of Forth w celu użycia jako okręt cel dla samolotów RAFu ćwiczących ataki rakietowe. Według źródeł pierwsza salwa trafiła go poniżej linii wodnej i zatopiła. Wrak spoczywa w pobliżu plaży Yellowcraigs na głębokości 6 metrów (Ord Survey NT 522 861) i pomimo tego że znajduje się już w złym stanie, jego szczątki nadal są widoczne tuż pod powierzchnią w czasie odpływu.
Nazwa jednostki została skreślona z amerykańskiej listy okrętów floty 8 stycznia 1941.